# Sud-Ouest de Delhi
Le Sud-Ouest de Delhi est l’un des districts de Delhi. Sa population s’élevait en 2011 à  2 292 363 habitants, répartie sur une superficie de 420 km2, avec une densité  de 4 166 hab/km2 personnes.
Cette division administrative est elle-même organisée en plusieurs subdivisions : Vasant Vihar, Vasant Kunj, Najafgarh et Delhi Cantt.

## Lieux et monuments

### Munirka
Munirka est un ancien village aujourd’hui situé au cœur de la zone urbanisée du Sud-Ouest de Delhi. Le quartier se situe à proximité de l’université Jawaharlal-Nehru et du Institut indien de technologie de Delhi. La plus proche station de métro se trouve plus au sud, à Hauz Khas.